# Nghĩa trang Quốc gia ở Martin
Nghĩa trang Quốc gia ở Martin (tiếng Slovakia: Národný cintorín v Martine) là nơi an nghỉ cuối cùng của nhiều nhân vật quan trọng của Slovakia. Nghĩa trang tọa lạc trên đường Sklabinská, Martin, vùng Žilina, Slovakia. Vào năm 1967, địa điểm này được tuyên bố là một nghĩa trang quốc gia và di tích văn hóa quốc gia. Martin được chọn làm nơi đặt Nghĩa trang Quốc gia bởi vì vào thế kỷ 19, nơi đây là trung tâm văn hóa của Slovakia.

## Lịch sử
Nghĩa trang được thành lập vào cuối thế kỷ 18 với chức năng ban đầu là một nghĩa trang của thành phố Martin. Nghĩa trang cũng phục vụ cho cư dân của các làng lân cận, bao gồm Jahodníky, Tomčany và Dolina. Vì Nghĩa trang dần được lấp đầy, nhu cầu làm tăng diện tích của Nghĩa trang dần dần trở nên cấp thiết. Sau các thỏa thuận mua thêm vài khu đất để mở rộng Nghĩa trang, cụ thể: mua lại từ gia đình Révai vào năm 1865, mua lại từ Nam tước Július Révai vào năm 1903, và mua một khu đất khác, cũng thuộc sở hữu của Nam tước Július Révai, vào năm 1909, Nghĩa trang Quốc gia đạt đến kích thước ngày nay, với tổng diện tích là 23.580 mét vuông.